# FC町田ゼルビア
FC町田ゼルビア（エフシーまちだゼルビア、英: FC Machida Zelvia）は、日本の東京都町田市をホームタウンとする、日本プロサッカーリーグ（Jリーグ）に加盟するプロサッカークラブ。
市民クラブとして発足し、日本で唯一、日本サッカーの最下位カテゴリー（都道府県リーグ4部）から参加し、最上位カテゴリー（J1）まで到達したプロサッカークラブである。

## 概要
町田サッカー協会に所属する小学生たちの選抜チーム「FC町田」（1977年設立）のトップチームとして1989年に創設された「FC町田トップ」が前身。
愛称の「ZELVIA」は町田市の樹・ケヤキ「zelkova」（ゼルコヴァ）と、花・サルビア「salvia」を合わせた造語。チームマスコットはゼルビーである。
ホームスタジアムは町田市立陸上競技場（命名権名称・町田GIONスタジアム）。練習場はFC町田ゼルビア三輪緑山ベース。
スタジアムは最寄駅から徒歩60分の丘陵地帯にあるため、クラブは「天空の城 野津田」としてブランディングし、ロールプレイングゲームの舞台のように演出している。

## 歴史

### 1977年-1988年（少年サッカーチーム時代）

#### 1977年
清水市（現・静岡市）と並んで「少年サッカーの盛んな地域」として知られるようになっていた町田市、「サッカーの街・町田を代表するサッカークラブをつくる」という考えの下、サッカーを通した子どもたちの健全育成を目的として、 教職員を中心とした組織によりFC町田トレーニングセンターが設立。町田サッカー協会に所属する地域の小学生たちを選抜し、「FC町田（フットボールクラブ町田）」が結成。

#### 1978年
全日本少年サッカー大会で準優勝

#### 1981年
全日本少年サッカー大会で全国優勝

#### 1985年
ジュニアユース創設

#### 1986年
ユース創設

### 1989年（FC町田トップ結成）
トップチーム（第1種登録チーム）として「FC町田トップ」を創設。町田サッカー協会理事長（当時）の重田貞夫が初代代表兼監督に就任。

#### 1991年
東京都社会人サッカーリーグ4部に参入。
- 1996年 - 菰田省二が監督に就任。
- 1997年 - FC町田ゼルビアにチーム名を変更。また、東京都リーグ1部へ昇格[7]。
- 2003年 - 後援会組織を特定非営利活動法人化、特定非営利活動法人アスレチッククラブ町田が設立[7]。
- 2004年 - FC町田ゼルビアの運営を受託。竹中穣ら町田市出身者や縁のある日本プロサッカーリーグ（Jリーグ）経験者を中心に補強。
- 2005年 - 東京都リーグ1部および関東社会人サッカー大会で優勝。
- 2006年 - 関東サッカーリーグ2部優勝。
- 2007年 - 川添孝一がスーパーバイザーに就任。関東リーグ1部に昇格して初優勝。第43回全国社会人サッカー選手権大会は2回戦で敗退。第31回全国地域リーグ決勝大会は1次ラウンドで敗退。
- 2008年 - 3月17日に運営会社となる株式会社ゼルビアが設立。FC岐阜元監督の戸塚哲也が監督に就任。関東リーグ1部を連覇。第32回全国地域サッカーリーグ決勝大会で優勝した。12月9日、日本フットボールリーグ（JFL）の評議員会でJFLへの昇格が承認された。

### 2009年 - 2011年（JFL）
2009年
2月17日、Jリーグ準加盟クラブとして承認された。9月25日、予備審査で指摘された平均入場者数が基準（3,000人）に満たないことに加え、Jリーグ基準のスタジアムの確保が来季開幕まで間に合わない（町田市立陸上競技場が収容人員1万人に満たないことと夜間照明が設置されていないこと）ため、2010年のJリーグの本加盟申請を見送った。
2010年
元サッカー日本代表の相馬直樹が監督に就任。3月にメジャーリーグサッカー（MLS）のD.C.ユナイテッドと業務提携を結んだ。日本のクラブとMLSクラブと業務提携は史上初。
リーグ戦では、最終的にJ2昇格条件の4位以内の3位となり、平均入場者数もJ2昇格条件を満たしていたが、9月1日にJリーグから正会員入会予備審査で「スタジアムの整備の問題でJリーグの基準を満たしていない」との通知を受け、Jリーグ加盟を申請せずに2011年からのJリーグ加盟を断念した。天皇杯は、2回戦でJ2の東京Vに勝利したが、3回戦で新潟に敗れた。リーグ戦終了後に相馬が監督を退任した（後に川崎の監督に就任）。
2011年
チームスローガン：ALL POWER MACHIDA
元大分監督のランコ・ポポヴィッチが監督に就任。リーグ戦は12月11日のカマタマーレ讃岐戦に勝利を収めて、J2昇格圏内の3位でシーズンを終えた。また、町田市立陸上競技場の改修を町田市が2012年までに完了させることを受けて、12月12日、Jリーグ臨時理事会でJリーグ加盟が承認され、2012年シーズンからのJ2参入が決定した。なお、天皇杯は2回戦でヴァンフォーレ甲府に敗戦。シーズン終了後にポポヴィッチが監督を退任した（後にFC東京の監督に就任）。

### 2012年（J2）
チームスローガン：ALL POWER MACHIDA 〜町田イズム〜
監督にかつて清水などJ1の3クラブで指揮を採ったオズワルド・アルディレスが就任した。
8人の選手が退団・引退。一方で、草津から元日本代表戸田和幸、川崎から相澤貴志を完全移籍で、東京Vから平本一樹、川崎から薗田淳をレンタル移籍で獲得。庄司悦大と鈴木孝司が入団した。また、昨年大分からレンタル移籍で加入した石田良輔は完全移籍となり、横浜FMからレンタル移籍で加入していた田代真一はレンタル期間が延長された。
Jリーグ初戦は愛媛、ホーム初戦は福岡に敗北したが、第3節の鳥取戦でJリーグ公式戦初勝利を挙げた。なお、この試合で平本が決めた先制点が町田のJリーグ初得点であり、同時にJ2通算10,000ゴール目となった。第4節熊本戦で連勝し、同節終了時で順位を12位まで上げたが、第12節のホームの北九州戦から第27節のアウェーの北九州戦まで16試合連続無勝利（5分11敗）を喫した。また、第33節の松本戦で最下位に転落して以降、最下位から脱出できず、最終節の湘南戦に敗北してJ2最下位が確定した。なお、JFLで優勝したV・ファーレン長崎の2013年からのJリーグ加盟が承認されたため、長崎と入れ替わりでのJFL降格と、Jリーグ正会員資格消失 が決定した。11月17日にアルディレスが監督を辞任、アカデミーダイレクターの楠瀬直木が暫定的にチームを率いたのち、11月26日に京都元監督の秋田豊が監督に就任した。天皇杯は4回戦でG大阪に敗戦した。

### 2013年（JFL）
チームスローガン：共闘 -想いをひとつに-
東京Vから深津康太、吉弘充志、AC長野パルセイロから向慎一を完全移籍で、柏から相馬大士、東京Vから田中貴大、高野光司を期限付き移籍でそれぞれ獲得。一方、鈴木崇文が岡山へ、勝又慶典が栃木SCへそれぞれ完全移籍。戸田和幸、ドラガン・ディミッチ、津田和樹が退団、酒井良が引退した。
前半戦は首位・カマタマーレ讃岐と勝点6の差で3位の成績。6月25日、前半戦終了時の1位に与えられる第93回天皇杯全日本サッカー選手権大会のシード権を逃したことやホームゲームで3勝2分4敗と不振であったこと等を理由に、秋田を監督から解任し、楠瀬直木が監督代行に就任した。11月3日、第31節ブラウブリッツ秋田戦で引き分け、同節で勝利した1位AC長野パルセイロ、2位カマタマーレ讃岐との勝点差が残り3試合で10以上となった時点で、J2昇格条件の2位以内が消滅した。11月19日、日本プロサッカーリーグの理事会でJリーグ正会員への再入会と、2014年のJ3リーグ参加が承認された（これにより、Jリーグの2部制下において唯一のJFL降格クラブとなった）。なお、リーグ戦は4位に終わった。

### 2014年 - 2015年（J3）
2014年
チームスローガン：超戦 次の25年にツナグために
相馬直樹が4年ぶりに監督に復帰。6月にリーグを一時中断するまでの17試合を12勝4分1敗の成績で終え、首位に立った。しかし終盤になって失速し、最終的に3位となり、3年ぶりのJ2昇格はならなかった。なお、東京都サッカートーナメント（兼天皇杯東京都予選）は明治大学に敗れ、2年ぶりの天皇杯出場はならなかった。また、鈴木孝司が初代J3得点王を獲得した。
2015年
チームスローガン：+1〜熱き想いとトモニ〜
相馬体制2年目。第2クール終了（第26節）時点で山口と勝点差10ながら、第3クールで猛追して最終節終了時点で同じ勝点78となったが得失点差で山口に及ばず2位の成績。J2・J3入れ替え戦は2戦2勝の成績でJ2・21位の大分を破り、4年ぶりのJ2復帰を決めた。
3年ぶりに出場した天皇杯では、2回戦でJ1名古屋を、3回戦でJ2福岡を破ってベスト16に進出した（4回戦でJ1浦和に敗戦）。

### 2016年 - 2023年（J2）
2016年
チームスローガン：+one to the next STANDARD
相馬体制3年目。水戸から金聖基、群馬から有薗真吾、長崎から井上裕大、山形から中島裕希、清水からカルフィン・ヨン・ア・ピンを完全移籍で、東京Vから畠中槙之輔、千葉から谷澤達也、群馬から横山翔平をレンタル移籍で補強。三鬼海がレンタル移籍先から復帰、レンタル移籍だった戸島章が完全移籍に移行した。シーズン中には宮崎泰右が栃木SCへレンタル移籍。8月24日、鈴木崇文と三鬼海が退団した。9月に横浜FMから仲川輝人、広島から大谷尚輝がレンタル移籍で加入した。
4月23日、第9節の長崎で1-0で勝利して、クラブ史上初のJ2首位に立った。しかし、ホームスタジアムの町田市立陸上競技場がJリーグクラブライセンス制度のJ1ライセンスの基準に満たないためJ1ライセンスの申請を断念、成績条件を満たした場合でも同年のJ1昇格の可能性は無くなった。最終順位は7位。
天皇杯は1回戦で神奈川県代表の神奈川大学に敗れた。
11月28日には女子サッカーチーム「FC町田ゼルビアレディース」を創設した。
2017年
チームスローガン：+one 超えろJ2!
相馬体制4年目。横山翔平、松下純土、畠中槙之輔、仲川輝人がレンタル移籍期間満了、久木野聡、大竹隆人（藤枝へ移籍）、有薗真吾（秋田へ移籍）、内藤圭佑（東京Vへ移籍）、JFL・MIOびわこ滋賀へレンタル移籍していた稲垣雄太が契約満了で退団、カルフィン・ヨン・ア・ピンが横浜FC、島崎恭平がFC刈谷、遠藤敬佑（藤枝）、宮崎泰右（栃木）、垣根拓也（盛岡）、千葉奏汰（北信越1部・サウルコス福井）がレンタル移籍先へ完全移籍、福田友也が盛岡へレンタル移籍した。
補強面では、群馬から吉濱遼平、山口から奥山政幸、讃岐から藤井航大、岐阜から遠藤純輝を完全移籍で獲得、清水から碓井健平、鹿島から平戸太貴を期限付き移籍で獲得。期限付き移籍だった谷澤達也が完全移籍に移行、ラハティからボリス・タタール（フィンランド）、G大阪ユースから渡辺健太、立命館大学から大田隼輔が加入、広島から期限付き移籍していた大谷尚輝が期間を延長した。シーズン中には増田繁人が新潟からの期限付き移籍で約2年ぶりに復帰し、千葉から吉田眞紀人を期限付き移籍で獲得した。また8月にドリアン・バブンスキーを完全移籍で獲得し、そのまま鹿児島へ期限付き移籍させた。
最終順位は16位。天皇杯は2回戦で大分に敗れた。
2018年
チームスローガン：+one もっと町田の笑顔のために
相馬体制5年目。星野悟が現役引退し、松本怜大、戸島章、重松健太郎、谷澤達也ら合わせて11人が退団。補強面では、D・バブンスキーが期限付き移籍より復帰した他、ロメロ・フランクが完全移籍加入、杉森考起、酒井隆介、小島雅也、下坂晃城、橋口拓哉が期限付き移籍加入、新人として福井光輝、土居柊太、チョン・ハンチョルが加入した。また、期限付き移籍加入していた大谷尚輝が完全移籍に移行した。夏の移籍期間では、C大阪より山内寛史が期限付き移籍加入した。
相馬体制以降、初めて明確な順位目標として「6位以内」を掲げシーズンに臨むと、持ち前のハードワークとハイプレス力を発揮し、開幕から8戦負け無しとスタートダッシュに成功。期限付き移籍2年目の平戸がアシストを量産する活躍もあって 序盤から上位争いに加わり、前半戦を3位で折り返す。第30節には同シーズン初の首位浮上を果たした。9月27日にクラブライセンス審査の結果、翌シーズンも引き続きJ2ライセンスとなる事が発表され、成績条件を満たしても同シーズンのJ1昇格は不可能となったが、その後目標を「J2優勝」に上方修正。上位を争っていた大分、福岡に勝利を収めるなど上位をキープし続け、首位・松本と勝ち点差1で最終節を迎えた。最終節・H東京V戦は他会場の結果により勝利すれば優勝という状況であったが、1-1の引き分けに終わり優勝は逃す形となった。それでも最終順位は2位・大分と勝点差無し（得失点差により大分が上位）の4位とクラブ史上最高成績を収めた。天皇杯は3回戦で鹿島に敗れた。
また、10月1日には東京都渋谷区に本社を置くサイバーエージェントが町田の経営権を取得した事が発表された（詳細は後述）。
2019年
チームスローガン：＋1 すべては掴み取るために
相馬体制6年目。髙原寿康、土岐田洸平が現役を引退し、鈴木孝司、中村祐也、大田隼輔が契約満了で、吉濱遼平が山口へ完全移籍で退団した。また、チョン・ハンチョルがYS横浜に期限付き移籍した。期限付き加入していた選手では、昨季8得点17アシストの成績を残した平戸太貴が鹿島に復帰した他、杉森考起が名古屋に復帰、小島雅也、橋口拓哉は移籍期間満了により退団した。
補強面では期限付き加入していた酒井、下坂が完全移籍に移行した他、町田市出身の端山豪が新潟（前年度栃木に期限付き移籍）から、富樫敬真が横浜FM（前年度FC東京に期限付き移籍）から、ジョン・チュングンが横浜FC（前年度岡山に期限付き移籍）から、平尾壮がG大阪（前年度福岡に期限付き移籍）から完全移籍で、増田卓也が広島（前年度長崎に期限付き移籍）から、山田将之がFC東京から、志村謄がFKスパルタク・スボティツァから期限付き移籍で加入した。新人選手では、岡田優希が早稲田大学から、佐野海舟が米子北高校から加入。また、町田ユースの橋村龍ジョセフがトップチーム昇格後、そのままPSTC（ブラジル）に期限付き移籍となった。
シーズン途中には期限付き移籍加入していた山田が福岡に移籍。平戸が鹿島から完全移籍で半年ぶりに復帰した他、小林友希が神戸から、林陵平が東京Vから期限付き移籍で加入。また、PSTCに期限付き移籍していた橋村が復帰した。
最終節までJ3降格の可能性を残すなど前年度とは変わって終始低迷し、最終順位は18位だった。シーズン終了後、相馬が監督を退任した。天皇杯は2回戦で富山に敗れた。
また、サイバーエージェントが経営に参画したことを受け、胸スポンサーがAbemaTV（現在のABEMA）に交代し、町田のホームゲームをAbemaTVで配信されるようになった。10月に行われたサポーターミーティングではチーム名変更の提案が行われた（後述）。
この年J1ライセンスが初めて発給された。これは2018年のJ2において町田ゼルビアがJ1参入プレーオフ出場の成績案件である4位を確保しつつも、J1ライセンスを発給するに必要な、（いずれも昇格年度に）「15000人以上収容のスタジアムの確保」「クラブハウスと天然芝（ハイブリッド芝も含む）を1面以上持つグラウンドを確保すること」ができず、J1ライセンスを発給できなかった が、2018年11月の規約改正により、2019年6月締め切りの2020年度のライセンスから「既存施設をホームスタジアムとする場合は最初に上位ライセンスを取得して3年以内に改修・改築して上位ライセンス基準を充足すること（例外規定1）」を申請・承認されれば上位ライセンスを発給できることや、「練習場についても2020シーズンにJ1に昇格した場合、2022年6月末までに工事完了し、供用開始が行われなければならない」とする特例が認められたことによる。
2020年
新監督として2011年に監督を務めたランコ・ポポヴィッチが9年振りに就任。藤田晋オーナーは、前年に20年のJ1昇格を逃したことを受け、3か年計画を設定。3年目にJ1リーグへ昇格することを目標に掲げた。そこで、大型補強を敢行。新外国人のマソビッチとステファンが完全移籍で加入。鹿島から小田逸稀、FC東京から廣末陸、横浜FMから吉尾海夏、湘南から秋元陽太、G大阪から高江麗央、広島から元日本代表の水本裕貴が期限付き移籍で加入した。帝京長岡高校から晴山岬が入団。このシーズンは新型コロナウイルス感染症の影響により開幕後に4ヶ月間のリーグ戦中断。7月にリーグ戦が開幕。開幕5戦負け無しといい滑り出しだったが、第9節の京都戦から第12節の北九州戦まで4連敗を喫する。第14節山口戦から第17節琉球戦で4連勝を記録した。しかしその後、8戦勝ち無しや2度目の4連敗と低迷。最終的にリーグ19位に終わった。
2021年
ポポヴィッチ体制2年目。甲府から太田修介とドゥドゥ、名古屋から長谷川アーリアジャスール、磐田から高橋祥平、清水から鄭大世（昨季途中に新潟に期限付き移籍）が完全移籍加入。昨季から期限付き移籍中だった水本、高江が完全移籍移行。期限付き移籍にて、山形から三鬼海が5年ぶりに古巣へ復帰した他、C大阪から茂木秀と森下怜哉、横浜FMからンダウ・ターラ、岡山からデューク・カルロスが加入した。2020シーズンから入団内定が決まっていた、青木義孝が拓殖大学より、奈良坂巧が桐光学園高校より入団。横浜FMから期限付き移籍中の吉尾は移籍期間を延長した。
一方、下坂晃城が秋田、渡辺健太が讃岐へ完全移籍にて退団。大谷尚輝は愛媛に期限付き移籍、森村昂太はクリアソン新宿に移籍。期限付き移籍にてプレーしていた小田逸稀、廣末陸、ノリエガ・エリック、安藤瑞季、秋元陽太の5選手がそれぞれ退団。外国人のジョン・チュングン、バブンスキーも退団。李漢宰、井上裕大が現役を引退した。
開幕戦から安定した戦いぶりをし、第8節から1桁順位をキープした。特に新加入のドゥドゥと太田は、FWとして攻撃陣を牽引した。中盤では平戸、高江、吉尾、佐野といった若手選手4人が著しく成長を遂げ、町田の攻守の要として躍動した。序盤は昇格争いに加わるも、この年の序盤から曹貴裁新監督の下、堅守で相手を下してきた京都と圧倒的攻撃力に加えリーグ戦19試合負け無しでJ2王者となった磐田に大きく離され、終盤は昇格争いが出来なかった。
シーズン途中の6月29日、J1神戸から安井拓也を完全移籍にて獲得。7月23日に横浜FCから田代真一が期限付き移籍にて加入。8月11日には広島から増田卓也が期限付き移籍にて2年半ぶりに復帰した。9月には山梨学院大学の平河悠の2023シーズンの加入が発表された。
しかしシーズンを通して安定感のある試合を続け、昇格の可能性が無くなって以降も大崩れすること無く、2018年に記録したクラブ史上最高順位に迫る20勝12分10敗の5位で終了。
天皇杯では初戦にあたる2回戦で栃木に敗れた。
2022年
ポポヴィッチ体制3年目。千葉から岡野洵、大宮から翁長聖、大分からポープ・ウィリアム、G大阪から菅沼駿哉が完全移籍にて加入した。山口一真が松本より期限付き移籍加入。山形との契約延長が破談となり退団したヴィニシウス・アラウージョが加入。より期限付き移籍の三鬼が完全移籍に移行。昨季に加入が内定していた法政大学の佐藤大樹、高校サッカー三冠を成し遂げた青森山田高校の宇野禅斗、東京大成高校からバーンズ・アントンが入団。ユースから樋口堅が昇格。
水本裕貴、岡田優希、土居柊太、酒井隆介、大谷尚輝が契約満了により退団。晴山岬が今治に、青木義孝がラインメール青森FCへ期限付き移籍。昨季10ゴール10アシストを記録した、吉尾海夏が期限付き移籍期間満了により横浜FMに復帰。また、増田卓也、ンダウ・ターラ、森下怜哉、田代真一、デューク・カルロス、茂木秀らも期限付き移籍期間満了により退団した。
開幕節琉球戦は引き分け、第2節ではJ3から昇格した岩手に勝利し今季初勝利を記録すると、そこから3連勝、負けを挟んで2連勝と第10節の時点で6勝2分2敗で2位。序盤から昇格争いに加わり、昨季J1から降格した横浜FC、仙台と競り合った。しかし、第8節から8試合勝ちなし（4分4敗）で10位まで後退。その後は白星と黒星を交互に重ね、プレーオフ圏内に顔を覗かせながら7位で前半戦を終える。シーズン途中の7月18日、元日本代表で地元町田市出身のDF太田宏介がパース・グローリー（オーストラリア）より完全移籍にて加入した。8月12日には今治に期限付き移籍をしていたFW晴山岬が復帰。
後半戦は連勝スタートも、複数選手が新型コロナウイルスに罹患。その影響でメンバーが揃わず、接戦を落としてしまうことも屡々。一進一退で迎えた33節・横浜FC戦に接戦の末0-1で敗戦。するとそこから3連敗、2引き分けと1敗で9月は勝利なし。10月に入るとさらに下降線を辿り、第38節秋田戦から5連敗と10戦勝ちなし（2分8敗）でシーズンを終えた。その結果、前半戦順位を大きく落とし、14勝9分19敗の15位でシーズンを終えることとなった。天皇杯は2回戦で岩手に敗れた。
シーズン終了後、監督のランコ・ポポヴィッチ、GMの唐井直、強化部長の三島俊考が契約満了により退任となった。
12月1日付でサイバーエージェント社長の藤田晋が代表取締役社長兼CEOに就任することが発表された。
2023年
チームスローガン：NEXTSTAGEへ共闘!
サイバーエージェントがメインスポンサーに就任、これによってJリーグで実績のある外国籍選手の獲得など改革が進んだ。
新監督に昨年まで青森山田高校男子サッカー部監督（2022年は総監督）だった黒田剛が就任。サガン鳥栖元監督の金明輝がヘッドコーチ、昨年まで大宮コーチだった山中真がトップチームコーチ、昨年まで青森山田中学校男子サッカー部監督だった上田大貴がアシスタントコーチに、昨年までヴィッセル神戸のフィジカルコーチだった山崎亨がフィジカルコーチに就任。
新加入では2021年から特別指定選手としてクラブに在籍していた山梨学院大学の平河悠、立正大学より深港壮一郎、国士舘大学より布施谷翔が加入。秋田より稲葉修土と池田樹雷人、千葉よりチャン・ミンギュ、山口より沼田駿也、磐田より黒川淳史、岩手より奥山洋平、大分より下田北斗と髙澤優也、栃木よりカルロス・グティエレス、清水より髙橋大悟、岡山よりミッチェル・デューク、長春亜泰（中国）よりエリキ、讃岐より内田瑞己、仙台よりストイシッチが完全移籍にて加入。鳥栖より荒木駿太が期限付き移籍で、浦和より藤原優大が育成型期限付き移籍にて加入。松本から期限付き移籍中の山口一真は移籍期間を延長した。9月5日に武漢三鎮（中国）よりアデミウソンが加入。
一方、鄭大世が2022年を以て現役を引退、昨季キャプテンを務めた平戸太貴が京都へ、太田修介が新潟へ、佐野海舟が鹿島へ、岡野洵が長崎へ完全移籍にて退団した。
リーグ戦は第2節群馬戦から6連勝を記録、第4節で首位に立つと、第9節で2位に後退したものの、翌節に首位の座を奪還。その後も好調を維持し、第39節熊本戦の勝利で自動昇格圏の2位以上が確定、クラブ史上初のJ1昇格が決まった。更に、町田を勝点8差で追う2位の清水が10月28日に行われた第40節熊本戦に敗れたことにより、翌日の金沢戦を前に、町田のクラブ史上初となるJ2優勝が決定した。結局、第10節以降は1度も首位の座を譲ることはなかった。J1未経験のチームが優勝するのは、2006年の横浜FC以来17年ぶりの事であった。

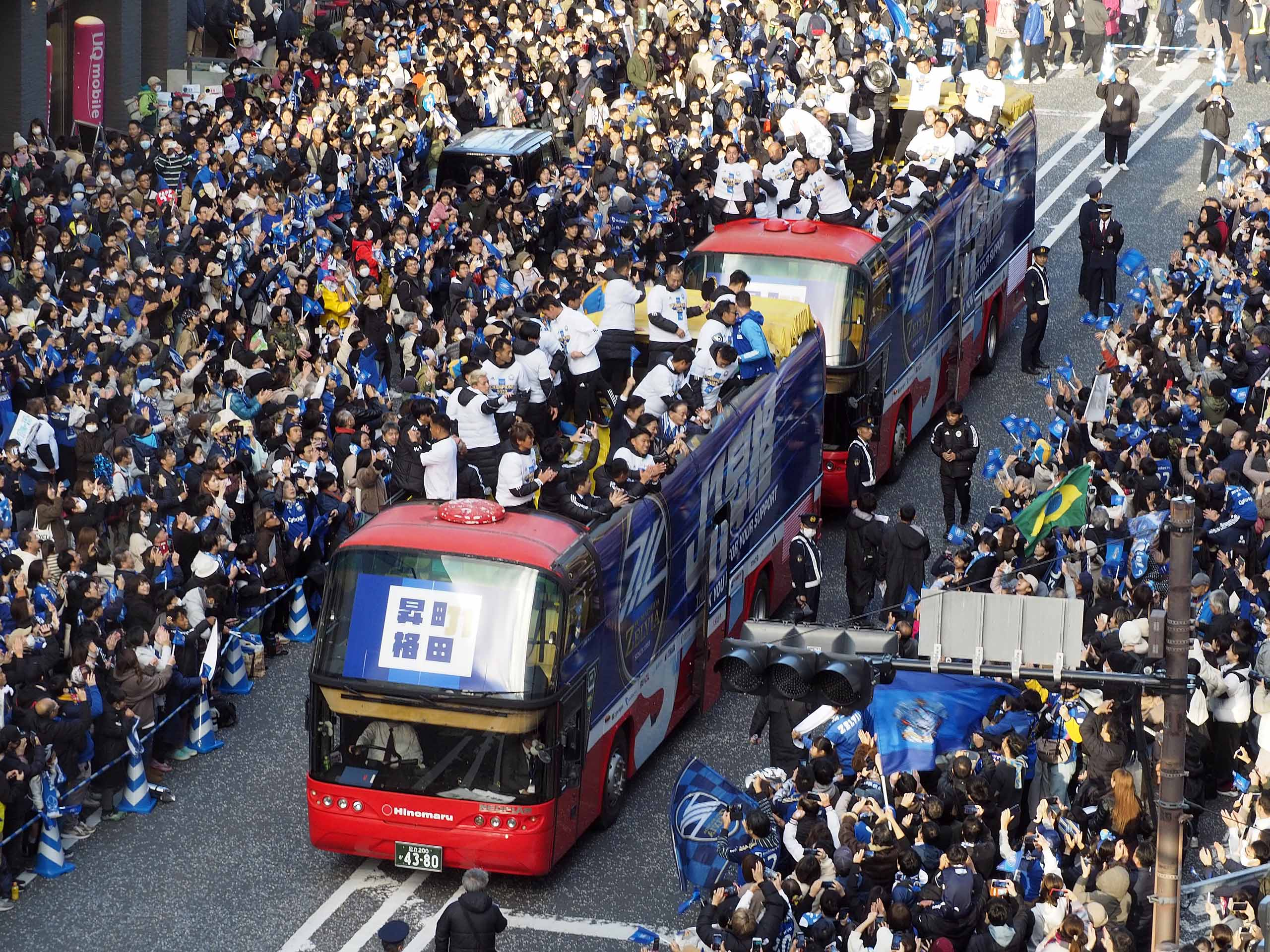
町田駅前でのJ2優勝・J1昇格パレード（2023年11月18日）

シーズン終了後の11月18日には、町田駅前の原町田大通りにおいて、選手・関係者らがスカイバスに乗り込んで「J2優勝・J1昇格パレード」を開催し、沿道には主催者発表で8千人が集まった。

### 2024年 -（J1）
2024年
　チームスローガン：Make a New History
黒田体制2年目。J1リーグ初挑戦で、2023年から特別指定選手として在籍していた高崎天史郎、関東学院大学から芦部晃生、国士舘大学から望月ヘンリー海輝が加入。鳥栖から荒木とC大阪から藤尾が期限付き移籍から完全移籍に移行、大宮から黒川、沖縄SVから樋口、讃岐から奈良坂、青森から青木が期限付き移籍から復帰、鹿島から昌子源、横浜FCから林幸多郎、水戸から山口瑠伊、FCソウルからナ・サンホ、柏から仙頭啓矢、大分から藤本一輝、ファティ・カラギュムリュクからイブラヒム・ドレシェヴィッチを完全移籍にて加入。G大阪から谷晃生、清水からオ・セフン、浦和から柴戸海が期限付き移籍にて加入。
一方、太田宏介が現役引退、アデミウソンとストイシッチが契約満了、松井蓮之、藤原優大が期限付き移籍期間終了、移籍ではポープ・ウィリアムが横浜FMに、髙澤優也がザスパ群馬に、翁長聖が東京Vに、高橋祥平が松本に完全移籍。佐藤大樹が秋田に、内田瑞己が讃岐に期限付き移籍、布施谷翔が富山に、深港壮一郎が讃岐に育成型期限付き移籍した。
3月21日、第2節名古屋グランパス戦に勝利しJ1初白星を挙げた。
天皇杯では初戦となる2回戦で筑波大学サッカー部に敗れた。
初参戦となったJ1リーグでは黒田監督が志向するハイインテンシティーかつ泥臭い「負けないサッカー」が序盤から機能し、4節に初めて首位になると、15節から28節まで首位をキープした。しかし、崩しの切り札だったMF平河悠が海外移籍、潰しの切り札だった柴戸海が負傷で長期離脱し、代わりにMF相馬勇紀やDF中山雄太などを補強した夏場から勢いが衰える。相手の対策が進んだこともあり、24節からの12試合は2勝5分5敗と勝ち切れない試合が増え、31節に首位から陥落した。最終節まで優勝の可能性を残したものの、鹿島に敗れ3位で終了。J1初昇格チームとしては2012年鳥栖の5位を上回る歴代最高の順位となった。最終成績は19勝9分10敗、失点34はリーグ最少だった。またJ1初昇格チームとして初めてACLの出場権を手にした。
2025年
黒田剛監督体制三年目。
21節鹿島アントラーズ戦で、Jリーグ通算ホーム100勝を達成。

## タイトル・表彰

### 国内タイトル
- J2リーグ：1回
  - 2023
- eＪ.LEAGUE：1回

　　⚪︎  2025

### その他タイトル
- 関東サッカーリーグ1部：2回
  - 2007, 2008
- 関東サッカーリーグ2部：1回
  - 2006
- 東京都サッカートーナメント（兼天皇杯東京都代表決定戦）：2回
  - 2011, 2015
- 関東社会人サッカー大会：1回
  - 2005
- 全国地域サッカーリーグ決勝大会：1回
  - 2008

### 個人
- J1リーグ
  - 月間最優秀監督賞
    - 2024年2•3月：黒田剛

  - 月間MVP
    - 2024年2•3月：平河悠
- J2リーグ
  - 優勝監督賞
    - 2023年：黒田剛

  - 年間最優秀選手
    - 2023年：エリキ

  - ベストイレブン
    - 2023年：エリキ

  - J2 Exciting 22
    - 2012年：田代真一

  - 月間MVP
    - 2018年8月：平戸太貴
    - 2023年2•3月 : エリキ
    - 2023年6月 : エリキ
    - 2023年10月 : 宇野禅斗

  - 月間最優秀監督賞
    - 2023年2•3月 : 黒田剛
    - 2023年5月 : 黒田剛

  - 月間ベストゴール
    - 2019年6月 : ロメロ•フランク
    - 2022年5月 : 山口一真
    - 2023年4月 : 荒木駿太
    - 2023年9月 : 鈴木準弥

  - 年間最優秀ゴール賞
    - 2022年：山口一真
- J3リーグ
  - 得点王
    - 2014年：鈴木孝司 (19得点)
- 日本フットボールリーグ
  - ベストイレブン
    - 2010年：勝又慶典
    - 2011年：勝又慶典
    - 2013年：深津康太、鈴木孝司
- 関東サッカーリーグ1部
  - ベストイレブン
    - 2007年：白子哲平、石堂和人、雑賀友洋、津田和樹、谷川烈、酒井良
    - 2008年：白子哲平、津田和樹、雑賀友洋、森川宏雄、石堂和人、勝又慶典、柳崎祥兵、蒲原達也、山腰泰博

  - アシスト王
    - 2007年：谷川烈 (10アシスト)
    - 2008年：石堂和人 (12アシスト)

  - 得点王
    - 2008年：勝又慶典 (17得点)
- 関東サッカーリーグ2部
  - ベストイレブン
    - 2006年：白子哲平、津田和樹、酒井良、谷川烈、杉本圭、高杉亮太、竹中穣

  - アシスト王
    - 2006年：津田和樹、酒井良 (8アシスト)
- 功労選手賞
  - 2023年 : 鄭大世

### その他表彰
クラブ 
J2フェアプレー賞
- 2021

## クラブ記録

### 得失点記録（Jリーグ加盟後）

#### 最多得点試合
ホーム
- J1：5得点
  - 5-0 (2024年第15節 東京V戦)
- J2：5得点
  - 5-0 (2021年第20節 愛媛戦、2023年第32節 山形戦)
- J3：6得点
  - 6-0 (2015年第7節 J-22戦)

アウェイ
- J2：6得点
  - 6-0 (2023年第36節 長崎戦)
- J3：7得点
  - 7-1 (2014年第7節 琉球戦)

#### 最多失点試合
ホーム
- J2：6失点
  - 1-6 (2012年第14節 千葉戦)
- J3：3失点
  - 1-3 (2015年第29節 山口戦)

アウェイ
- J2：6失点
  - 1-6 (2019年第4節 金沢戦)
- J3：2失点
  - 0-2 (2014年第23節 長野戦)
  - 1-2 (2014年第25節 秋田戦)
  - 1-2 (2015年第6節 相模原戦)

## スタジアム・練習場

### スタジアム
ホームスタジアムは町田市野津田町の野津田公園内にある町田市立陸上競技場（命名権名称：町田GIONスタジアム）である。元々は6,000人収容の小規模な陸上競技場であったが、ゼルビアのJリーグ参入に合わせてバックスタンド・サイドスタンドの芝生席から固定席への改修並びにメインスタンドの全面改築（鉄筋コンクリート造6階建て）により、J2基準を満たす10,328人の収容人員を確保している。ただし、このままでは収容人員の面でJ1基準を満たさないことから、町田市は、2021年5月にバックスタンドを鉄筋コンクリート造（一部鉄骨造）3階建て屋根付き構造に改築し、J1基準を満たす15,320人が収容可能となった。公共交通機関が無く、駐車場も600台程度であるために、観客の多くはバス輸送に依存する。このため、多摩都市モノレールを延伸する際にはスタジアム付近に駅を造る計画が立てられている。
一方、2008年10月に町田市は中心市街地再開発のビジョンの一つとして、町田駅から徒歩圏内にコンベンション・センター等を兼ねたスタジアムを建設し、周辺にショッピングセンターやレストランなどを整備する「町田駅近（えきちか）スタジアム構想」を発表した が、以降この件に関する動きは無く、構想は事実上頓挫している。
なお、過去の開催スタジアムは当項目を参照のこと。

### 練習場
2018年まで、練習場は町田市小野路町の小野路公園内にある「小野路グラウンド（小野路GIONグラウンド）」のみを使用していた。このグラウンドは人工芝であり、J1ライセンス基準が求めている「天然芝（またはハイブリッド芝）の練習場」の要件を満たしていない。また、公園内及び近辺にクラブハウスもなく、この点でもJ1ライセンス基準を満たしていないことから、仮に町田GIONスタジアムがJ1基準に改築されたとしても、練習場の要件でJ1ライセンスの発給に至らない状態であった。このため、2018年に大株主になったサイバーエージェントがサポートを確約した。
2019年には町田GIONスタジアムと同じ野津田公園内にある上の原グラウンドを親会社サイバーエージェントの支援を受けるクラブ側が費用を全面負担する形で改修した。それまでクレーだったグラウンドは天然芝と人工芝が融合したハイブリッド芝に生まれ変わり、6月以降は小野路グラウンド（小野路GIONグラウンド）と併用する形で同グラウンドでの練習を開始した。これにより練習場の要件でJ1ライセンス基準を満たすに至っている。
2020年6月30日、新たなクラブの拠点を整備することを明らかにした。クラブが町田市から市鶴見川クリーンセンター（町田市三輪緑山）用地の一部（42,044.52 m2）について無償貸借を受け、ここに2階建てのクラブハウス（隈研吾建築都市設計事務所設計）と、天然芝グラウンド2面（日本体育施設施工）を整備するもので、2021年12月には先行して「三輪緑山グラウンド」が完成した。2022年2月には「三輪緑山クラブハウス」が完成し、施設愛称を「FC町田ゼルビア三輪緑山ベース」とすることに決定した。

## エンブレム
1997年に誕生して以来、エンブレムは2度大きく変更された。初代は、ケヤキの緑に塗られた町田市の地形を象徴する逆三角形に、「市民」「行政」「チーム」を表す3本の斜線が通り、サルビアを示す赤い模様が下に置かれた。2003年には緑の盾型に変わり、「MACHIDA」の文字をサルビアの赤で表し、盾の中に金色で町田市の地形と白抜きの市章、そして「夢」「情熱」「勝利」「愛」を表す4つ銀星があしらわれた。なお、星は2006年に銀から白に変更された。
2009年のJFL参入と20周年を迎えたことを契機にエンブレムは一新された。クラブカラーが青に変更されたことを受け、青い円の中にゼルビアの「Z」と町田の「M」をデフォルメした3本の白線を配し、「市民」「行政」「チーム」を象徴した。そして、それまでは無かった「ZELVIA」を加えたチーム名をあしらった。

## ユニフォーム

### クラブカラー
- ブルー[1]

### ユニフォームスポンサー
| 掲出箇所   | スポンサー名         | 表記       | 掲出年      | 備考                                                                                    |
| 胸         | サイバーエージェント | CyberAgent | 2023年 -    |                                                                                         |
| 鎖骨       | エイベックス         | avex       | 2024年 -    | 左側に表記                                                                              |
| 鎖骨       | ルーデル             | RUDEL      | 2023年4月 - | 右側に表記                                                                              |
| 背中上部   | 小田急電鉄           | odakyu     | 2012年 -    | 2009年 - 2010年は胸 2011年は袖 2012年 - 2013年、2024年の3rdは「小田急ロマンスカー」表記 |
| 袖         | 学校法人玉川学園     | 玉川大学   | 2015年 -    | 2009年 - 2010年は背中上部 2011年は胸 2011年は「Tamagawa University」表記                |
| パンツ前面 | ユニテックス         | UNITEX     | 2023年 -    |                                                                                         |
| パンツ背面 | 大和証券             | 大和証券   | 2023年 -    |                                                                                         |

### ユニフォームサプライヤーの遍歴
- - 2006年：デレルバ
- 2007年 - 2008年：ヒュンメル
- 2009年 - 2022年[50]：スボルメ
- 2023年[51] - 現在：アディダス

### 歴代ユニフォーム
| FP 1st |      |      |      |      |
| 2010   | 2011 | 2012 | 2013 | 2014 |
| 2015   | 2016 | 2017 | 2018 | 2019 |
| 2020   | 2021 | 2022 | 2023 | 2024 |
| 2025 - |      |      |      |      |
|        |      |      |      |      |

| FP 2nd |      |      |      |      |
| 2010   | 2011 | 2012 | 2013 | 2014 |
| 2015   | 2016 | 2017 | 2018 | 2019 |
| 2020   | 2021 | 2022 | 2023 | 2024 |
| 2025 - |      |      |      |      |
|        |      |      |      |      |

| FP Other          |                   |          |                       |
| 2014 · 25周年記念 | 2019 · 30周年記念 | 2022 3rd | 2024 3rd · 35周年記念 |
|                   |                   |          |                       |

### 歴代ユニフォームスポンサー表記
| 年度 | 箇所                                           | 箇所        | 箇所                                  | 箇所                   | 箇所                                             | 箇所                                                                   | 箇所                                             | 箇所                    | サプライヤー |
| 年度 | 胸                                             | 鎖骨左      | 鎖骨右                                | 背中上部               | 背中下部                                         | 袖                                                                     | パンツ前面                                       | パンツ背面              | サプライヤー |
| 2004 | 40歳からの仕事術 新潮新書                      | 解禁前      | 解禁前                                | Best Communication Nac | 解禁前                                           | -                                                                      | S 株式会社澤井                                   | 解禁前                  | DELL'ERBA    |
| 2005 | ダイヤモンド社 20代 しごときん 仕事筋の 鍛え方 | 解禁前      | 解禁前                                | Best Communication Nac | 解禁前                                           | ダイヤモンド社                                                         | S 株式会社澤井                                   | 解禁前                  | DELL'ERBA    |
| 2006 | -                                              | 解禁前      | 解禁前                                | -                      | 解禁前                                           | Best Communication Nac                                                 | ダイヤモンド社 20代 しごときん 仕事筋の 鍛え方   | 解禁前                  | DELL'ERBA    |
| 2007 | Pherrow's Sportswear                           | 解禁前      | 解禁前                                | イーグル               | 解禁前                                           | override                                                               | オーテー 大谷工業株式会社                        | 解禁前                  | hummel       |
| 2008 | Pherrow's Sportswear                           | 解禁前      | 解禁前                                | イーグル               | 解禁前                                           | -                                                                      | オーテー 大谷工業株式会社                        | 解禁前                  | hummel       |
| 2009 | odakyu                                         | 解禁前      | 解禁前                                | 玉川大学               | 解禁前                                           | イーグル                                                               | landmark                                         | 解禁前                  | svolme       |
| 2010 | odakyu                                         | 解禁前      | 解禁前                                | 玉川大学               | 解禁前                                           | イーグル                                                               | -                                                | 解禁前                  | svolme       |
| 2011 | Tamagawa University                            | 解禁前      | 解禁前                                | EAGLE KENSO            | 解禁前                                           | odakyu                                                                 | -                                                | 解禁前                  | svolme       |
| 2012 | EAGLE KENSO                                    | 解禁前      | 解禁前                                | 小田急ロマンスカー     | 解禁前                                           | COUMZ 桜美林大学 Consortium of Universities in 玉川大学 MACHIDA ZELVIA | -                                                | 解禁前                  | svolme       |
| 2013 | EAGLE KENSO                                    | 解禁前      | 解禁前                                | 小田急ロマンスカー     | 解禁前                                           | COUMZ 桜美林大学 Consortium of Universities in 玉川大学 MACHIDA ZELVIA | ギオン                                           | 解禁前                  | svolme       |
| 2014 | EAGLE KENSO                                    | 解禁前      | 解禁前                                | odakyu                 | 解禁前                                           | COUMZ 桜美林大学 Consortium of Universities in 玉川大学 MACHIDA ZELVIA | ギオン                                           | 解禁前                  | svolme       |
| 2015 | EAGLE KENSO                                    | 解禁前      | 解禁前                                | odakyu                 | 解禁前                                           | 玉川大学                                                               | I-TAG corporation                                | 解禁前                  | svolme       |
| 2016 | EAGLE KENSO                                    | 解禁前      | 解禁前                                | odakyu                 | Athlete Agent アスリートからビジネスアスリートへ | 玉川大学                                                               | -                                                | 解禁前                  | svolme       |
| 2017 | EAGLE KENSO                                    | 解禁前      | 解禁前                                | odakyu                 | - / TERADA ㍿寺田電機製作所                      | 玉川大学                                                               | Athlete Agent アスリートからビジネスアスリートへ | 解禁前                  | svolme       |
| 2018 | EAGLE KENSO                                    | -           | AQUA RESORT                           | odakyu                 | TERADA ㍿寺田電機製作所                          | 玉川大学                                                               | - / Newton Advisers                              | 解禁前                  | svolme       |
| 2019 | AbemaTV                                        | -           | EAGLE KENSO                           | odakyu                 | TERADA ㍿寺田電機製作所                          | 玉川大学                                                               | -                                                | 解禁前                  | svolme       |
| 2020 | AbemaTV                                        | AQUA RESORT | 25th Anniversary                      | odakyu                 | TERADA                                           | 玉川大学                                                               | -                                                | -                       | svolme       |
| 2021 | ABEMA TV&VIDEO ENTERTAINMENT                   | AQUA RESORT | EAGLE KENSO                           | odakyu                 | TERADA                                           | 玉川大学                                                               | -                                                | KANSEI 管清工業株式会社 | svolme       |
| 2022 | ABEMA TV for the Future                        | -           | AQUA RESORT （1st） BEST LAND （2nd） | odakyu                 | TERADA                                           | 玉川大学                                                               | -                                                | -                       | svolme       |
| 2023 | CyberAgent                                     | RiPTУ       | - / RUDEL                             | odakyu                 | TERADA                                           | 玉川大学                                                               | UNITEX                                           | 大和証券                | adidas       |
| 2024 | CyberAgent                                     | avex        | - / RUDEL                             | odakyu                 | TERADA                                           | 玉川大学                                                               | UNITEX                                           | 大和証券                | adidas       |

## 経営関連

### サイバーエージェントによる経営参入
2018年10月1日に東京都渋谷区に本社を置き、過去には東京ヴェルディの運営にも携わったサイバーエージェントが、町田の運営会社・株式会社ゼルビア株の8割を約11億円で買収し、経営権を取得した事が発表された。この決定については、J1を目指す上で選手･監督にとってスタンダードな環境でトレーニングに打ち込めることが喫緊の課題であり、より地域の人々が誇れる、夢を持てるクラブになる為には改革が必要だという結論に至った為だと説明している。サイバーエージェント社長の藤田晋は会見にて「インターネットメディアやコンテンツを活用して、町田のビッグクラブへの成長をサポートしていきたい」とコメントした。
2019年3月7日からは、“ゼルビア応援プロジェクト”としてAbemaTVで、サッカーリアリティーショー『FC町田ゼルビアをつくろう～ゼルつく～』が開始した。
2019年10月11日に開催されたサポーターミーティングの場で、オーナー（サイバーエージェント社長）の藤田晋が、クラブ名を「FC町田トウキョウ」に改名し、エンブレム・マスコットも変更する方針であることを発表した。クラブ名称変更の理由として、藤田は「選手の獲得やブランディングに様々な利点があるので”トウキョウ”は外せない」「ゼルビアという名前は意外と覚えづらい」との理由を示している。なお、「ゼルビア」の名称は運営会社の名称として残す予定であるという。ただ、このサポーターミーティングの場で反発が相次いだこともあり、藤田オーナーが改名等について「いったん保留します」と表明、翌日更新した自らのブログでも同じ内容を説明した。その後、公式サイトにて、「ゼルビアを無くす名称変更に強い反発があったことが世の中に知れ渡ったことは、クラブに新たな歴史を刻んだと思います。」としたうえで「『町田』を軸にチーム名に『東京』を入れ『ゼルビア』を残すことで良い着地が目指せるのではと考えています。」と、双方の意見を取り入れる方針と発表した。

### 天空の城 野津田
全世界的な新型コロナウィルスによる入場制限が敷かれた2021年、ゼルビアは「時代の変化に関係なく、地域に愛され、地域の発展に貢献する」ことを目標として、町田GIONスタジアムを「天空の城 野津田」と銘打ち、スタジアムそのものを永遠に築城中の城に見立て、さらにそれが雲の上に立っているという設定で、雲が大きければ大きいほど高く昇っていくという設定を設けた。
とりわけ、町田GIONスタジアムのある野津田公園は交通の便が悪く「登山道」などと揶揄されたが、それを逆手にとって「山の上にそびえたつ」「天空の城みたい」という意見が寄せられ、それをテレビゲーム風にアレンジした演出を展開した。
このこともあり、2023年のJ2リーグでは、町田GIONスタジアムでの主管試合における平均観客動員は5600人と過去最高を記録、特に清水エスパルス・ジュビロ磐田といったJ1経験チームとの対戦においては町田GIONスタジアムに1万人以上のサポーターを集めたほか、国立競技場での試合も38000人を超える観客でにぎわいを見せた。また、最寄駅からのシャトルバスも2022年から比べて1.5-2倍程度に増やしたことも追い風になった。

### ゼルビア×キッチン
2015年9月28日、ゼルビアのトップチーム選手、中学生・高校生のアカデミー選手の食の育成と健康のために、また地域の人たちが誰でも利用できる食事処をオープン。セルフ形式の食堂になっている。メニューは月替わりで、約80種類。地元で採れた野菜を中心に家庭的な内容になっている。食事処としてだけでなく、地元の契約農家と協力して、子どもたちに農業体験を実施し、採れたものを使用する、食育の場としても活用している。なお、2022年6月30日で一般営業を休業し、今後はアカデミーチーム、トップチームのための貸切営業および団体向け予約弁当の受注などに特化していたが、その後2022年中に店舗の賃貸借契約を終了し、事実上営業を終えている。

## 下部組織
総合型スポーツクラブを目指す手段として、「アスレチッククラブ町田」とともに「AC町田スポーツスクール」を運営。ゼルビアの選手たちがコーチとして幼稚園児や小学生を始め500人以上の生徒を抱え、週5日のスクールに加えホームでの試合後にそのままサッカー教室を行うなどしている。
アカデミーは、ユース（U-18）およびジュニアユース（U-15、U-14、U-13）を有する。また、セカンドチームとして「FC町田ゼルビア・ツヴァイテ」があり、東京都社会人サッカーリーグで活動している。